# Medizinprodukterecht-Durchführungsgesetz
Das Medizinprodukterecht-Durchführungsgesetz (MPDG) dient der Durchführung und Ergänzung der Verordnung (EU) 2017/745 über Medizinprodukte (MDR) und der Verordnung (EU) 2017/746 über In-vitro-Diagnostika (IDVR). Es ist durch Artikel 1 des Medizinprodukte-EU-Anpassungsgesetzes vom 28. April 2020 (BGBl. I S. 960) eingeführt worden.
Das MPDG löst in Deutschland schrittweise ab 26. Mai 2021 das Medizinproduktegesetz für alle Produkte im Anwendungsbereich der Verordnung ab. Für In-vitro-Diagnostika ist übergangsweise bis 25. Mai 2022 das Medizinproduktegesetz noch anzuwenden (§ 2 Abs. 1 MPDG). Danach wird der Anwendungsbereich des Medizinprodukterecht-Durchführungsgesetzes auch auf In-vitro-Diagnostika ausgedehnt.
Das MPDG wurde per Artikel 1 „Gesetz zur Anpassung des Medizinprodukterechts an die Verordnung (EU) 2017/745 und die Verordnung (EU) 2017/746 (Medizinprodukte-EU-Anpassungsgesetz – MPEUANpG)“ vom 28. April 2020 eingeführt (BGBl. I, S. 960, vom 22. Mai 2020) jedoch zeitgleich per
Art. 15 „Zweites Gesetz zum Schutz der Bevölkerung bei einer epidemischen Lage von nationaler Tragweite“ vom 19. Mai 2020 (BGBl. I, 1018; 1034 vom 19. Mai 2020) außer Kraft gesetzt und mit folgenden Ausnahmen auf den Eintritt des neuen MDR -Geltungsbeginns am 26. Mai 2021 verschoben:
Die Ausnahmen betreffen das vorzeitige Inkrafttreten:
- zum 24. April 2020: von § 7 MPDG und § 90 (3) MPDG  (betr. EU-Sonderzulassungen nach Art. 59 MDR; per Änderung des § 6 MPG) und

- zum 23. Mai 2020: von § 87 MPDG (Gebühren und Auslagen; Verordnungsermächtigung), § 88 MPDG (Verordnungsermächtigungen) und § 97 (1) S. 2 und 3 MPDG (Regelungen für den Fall, dass Eudamed nicht funktioniert: Meldung ans BfArM).

Das Bundesministerium für Gesundheit (BMG) erklärt in der amtlichen Begründung zum Entwurf des MPDG, weitere nationale Anzeigepflichten seien namentlich für Händler und Eigenhersteller erforderlich.
Hinzu kommen nationale Sondervorschriften zur Durchführung klinischer Prüfungen und zur nationalen Marktüberwachung. Auch habe sich der nationale Medizinprodukteberater, ein Abbild des Pharmaberaters, im Markt bewährt, weil dieser die Anwender u. a. über deren Pflichten im Rahmen des nationalen Vigilanzsystems informiert, das die neuen Vorgaben der MDR deutlich übersteigt.
Die teils neuen, teils geänderten nationalen Rechtsverordnungen, die aufgrund § 88 MPDG erlassen werden können, tragen zu neuen Melde- und Informationspflichten bei, die die der MDR übersteigen. Zudem ist die Einführung neuer Gebühren für die Bearbeitung von Meldungen im Vigilanzsystem und in der behördlichen Marktüberwachung geplant. Das neue nationale Medizinprodukterecht (MPDG) wird für alle Medizinprodukte außer den IVD nun erst am 26. Mai 2021 in Kraft treten (Art. 1 und 17 Abs. 1 MPEUAnpG in der durch Art. 15 Abs. 2 Zweites BevölkSchutzG geänderten Fassung), - ein Jahr später – in geänderter Fassung – dann auch für die IVD (Art. 3 und 17 Abs. 6 MPEUAnpG).